# Diatrema

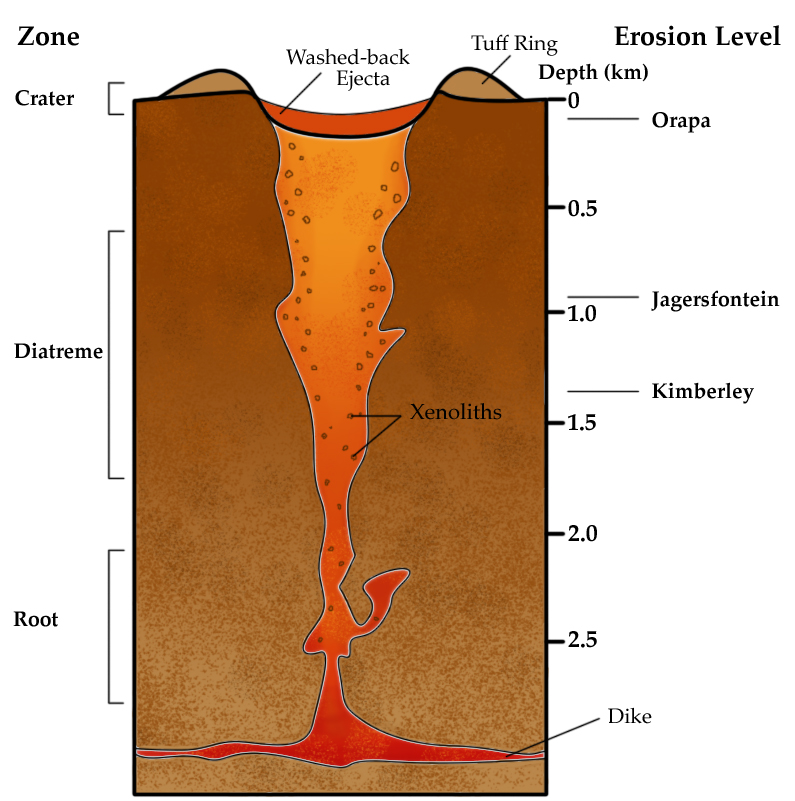
Przekrój rury wulkanicznej. Po prawej stronie schematu podano najbardziej znane diatremy i ich głębokość

Diatrema – część kanału doprowadzająca magmę do krateru wulkanu. Najbardziej znany jest w mieście Kimberley (RPA).